# Orde van de Joegoslavische Ster
De Orde van de Joegoslavische Ster (Servo-Kroatisch: Orden Jugoslavenske Zvevde, Servisch: Орден Југословенске Звезде) werd op 1 maart 1954 door maarschalk Tito gesticht als een Orde van Verdienste met drie graden.
Er is ook een Orde van de Grote Joegoslavische Ster. De Grote Joegoslavische Ster kan worden beschouwd als de Bijzondere Klasse van de Orde van de Joegoslavische Ster wat inhoudt dat er een enkele graad is die alleen aan staatshoofden en zeer voorname personen wordt uitgereikt. De grond voor het toekennen was "speciale inspanning voor het opbouwen en versterken van de vriendschap tussen de Federale Volksrepubliek Joegoslavië en andere staten". In de praktijk werd deze kostbaar uitgevoerde onderscheiding vooral tijdens staatsbezoeken uitgereikt. De dragers van de grote ster zijn allen staatshoofden.
De Orde van de Joegoslavische Ster werd voor bijzondere culturele, politieke en wetenschappelijke verdiensten toegekend.
Ook het bevorderen van vriendschappelijke relaties tussen de Federale Republiek Joegoslavië en andere staten was een grond voor toekenning. De orde werd 127 maal uitgereikt. Slechts twaalf van de dragers waren Joegoslaaf.
De orde wijkt af van het model van de Socialistische orden. Deze hebben meestal een enkele graad. Naar het socialisme verwijst alleen de vijfpuntige rode ster uit het wapen van Joegoslavië.

## De drie klassen
- De Eerste Klasse is vergelijkbaar met een Grootkruis of Grootlint. De drager draagt een ronde ster die is uitgevoerd als de Grote Joegoslavische Ster maar het versiersel is kleiner en de edelstenen ontbreken. Op de linkerheup wordt eenzelfde kleinere ster zonder edelstenen gedragen. Het lint is vijf vingers breed en net als bij de Grote Joegoslavische Ster van paarse gewaterde zijde.
- De Tweede Klasse is vergelijkbaar met een Grootofficier in een andere orde. De drager draagt een ovale ster aan een lint om de hals en op de borst een ovale ster van de orde.
- De Derde Klasse is vergelijkbaar met een Commandeur in een andere orde. De drager draagt een ovale ster aan een lint om de hals[1].

## De versierselen
Het kleinood is een ronde of ovale broche met een brede gouden rand die uit in elkaar gevlochten gouden banden en vijf lelies bestaat. Deze ornamentele rand omsluit een donkerblauw medaillon waarop de in robijnen uitgevoerde rode ster en de fakkel uit het Joegoslavische wapen zijn afgebeeld. De Tweede en Derde Klasse dragen hun halskruis aan een brede geciseleerde gouden gesp. Het versiersel heeft een diameter van 9 centimeter. De versierselen werden door de firma Ikon-Zagreb vervaardigd.
De op de borst te dragen zilveren ster heeft tien punten en een diameter van 54 millimeter.
Het vijf vingers brede lint is violet en van gewaterde zijde.
Slechts een paar van de door de firma Ikom-Zagreb vervaardigde van goud,zilver en emaille vervaardigde sterren en kleinoden zijn met echte robijnen versierd. Meestal werden synthetische stenen gebruikt.
Van de ster zijn twee typen bekend. Het tweede type heeft geen gouden, maar een zilveren krans om het medaillon. Dat verschil was ook op de miniaturen op de batons te zien.

## Batons
Wanneer de grote versierselen niet worden gedragen, kan men op een uniform een stukje van het lint dragen. Bij deze orde en de Orde van de Grote Joegoslavische Ster wordt ook een miniatuur van de ster op dat lint gedragen.

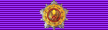
De baton van de Orde van de Grote Joegoslavische Ster.
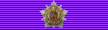
De baton van de Eerste Klasse.
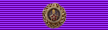
De baton van de Tweede Klasse met de ster van het eerste model.
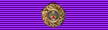
De baton van de Tweede Klasse met de ster van het tweede model.
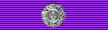
De baton van de Derde Klasse.

Maarschalk Tito droeg de sterren aan kleine linten op zijn linkerborst.

## Voetnoten
1. 1 2 3  Paul Hieronymussen blz. 229.
2. 1 2 3 4 5  {en}  Gezien op 13 januari 2017.
3. ↑  Paul Hieronymussen blz. 230.